# Smaragdbladfågel
Smaragdbladfågel (Chloropsis sonnerati) är en sydostasiatisk fågel i familjen bladfåglar inom ordningen tättingar, den största i familjen. Liksom flera andra bladfåglar minskar den kraftigt i antal till följd av fångst för burfågelsindustrin.

## Utseende och läten
Smaragdbladfågeln är med sina 20 centimeter i kroppslängd den största arten i familjen. Ovan är den gnistrande grön och under guldgulgrön. Näbben är lång och krokspetsad. Hanen har en svart mask runt ögat och en koboltblå linje nedanför mungipan. Arten är känd för sin klara sång och förmåga att härma andra arter.

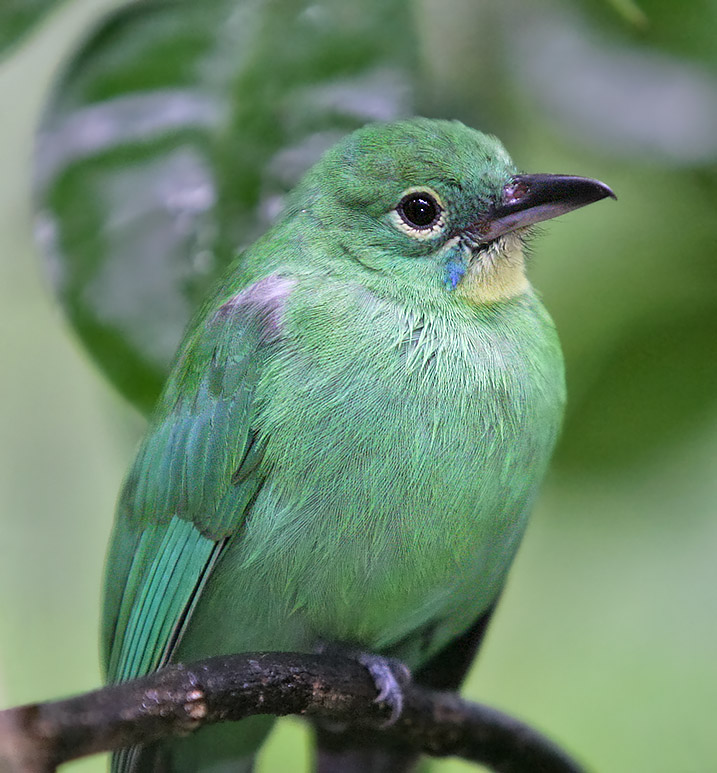
Hona smaragdbladfågel.

## Utbredning och systematik
Smaragdbladfågel delas in i två underarter med följande utbredning:
- Chloropsis sonnerati zosterops – förekommer i Myanmar, Thailand, Malaysia, Sumatra och Borneo
- Chloropsis sonnerati sonnerati – förekommer på Java

## Levnadssätt
Fågeln förekommer i låglänt städsegrön skog, även skog påverkad av skogsbruk och tillfälligtvis även beskogade parker och vissa plantage. Den ses från havsnivån upp till 1100 meters höjd. Fågeln lever av leddjur och frukt. Den ingår ofta i artblandade födosökande flockar.

## Status
Sedan 2016 kategoriserar internationella naturvårdsunionen IUCN arten som hotad efter data som visar att arten minskar kraftigt till följd av fångst för burfågelindustrin, de senate tio åren med mer än 50%. Först placerades den i hotkategorin sårbar (VU) men uppgraderades till den högre hotnivån starkt hotad (EN) 2019.

## Namn
Fågelns vetenskapliga artnamn hedrar den franske naturforskaren Pierre Sonnerat (1748-1814).